# Antula Papailia
Antula „Anti” Papailia (grec.  Ανθούλα „Ανθή” Παπαηλία; ur. 30 kwietnia 1970 w Werii) – grecka koszykarka, reprezentantka kraju, występująca na pozycjach rzucającej lub niskiej skrzydłowej.

## Osiągnięcia
Na podstawie, o ile nie zaznaczono inaczej.

### Drużynowe
- Mistrzyni Grecji (1993–1997, 1999, 2005)
- Zdobywczyni Pucharu Grecji (1996, 1999)
- Finalistka Pucharu Grecji (1998)

### Reprezentacja
Seniorska
- Uczestniczka:
  - mistrzostw Europy (2001 – 10. miejsce)[2]
  - kwalifikacji do Eurobasketu (1999, 2001)